# Gmina Wojcieszków
Die Gmina Wojcieszków ist eine Landgemeinde im Powiat Łukowski der Woiwodschaft Lublin in Polen. Dorf mit etwa 1100 Einwohnern.

## Gliederung
Zur Landgemeinde (gmina wiejska) Wojcieszków gehören folgende Ortschaften mit einem Schulzenamt:
Burzec
Bystrzyca
Ciężkie I
Ciężkie II
Glinne
Helenów
Hermanów
Kolonia Bystrzycka
Marianów
Nowinki
Oszczepalin Drugi
Oszczepalin Pierwszy
Otylin
Siedliska
Świderki
Wojcieszków
Wola Bobrowa
Wola Burzecka
Wola Bystrzycka
Wólka Domaszewska
Zofibór
Zofijówka
Weitere Orte der Gemeinde sind Dąbrowa, Kolonia Siedliska, Nowiny, Przytulin und Wola Burzecka-Kolonia.